# (8421) Montanari
(8421) Montanari – planetoida z pasa głównego asteroid okrążająca Słońce w ciągu 4,88 lat w średniej odległości 2,87 au. Została odkryta 2 grudnia 1996 roku w Osservatorio San Vittore. Nazwa planetoidy pochodzi od Geminiano Montanariego (1633–1687), włoskiego astronoma, profesora Uniwersytetu Bolońskiego, odkrywcy m.in. zmienności Algola.